# Via Domizia
La Via Domizia, o Via Domitia, era un'antica strada romana che congiungeva Torino e la valle del Rodano con la Spagna. Fu costruita dal proconsole Gneo Domizio Enobarbo, primo governatore della Gallia Narbonensis fra il 121 a.C. ed il 117 a.C. Fu la prima strada romana ad essere costruita in Gallia e fu realizzata per scopi militari al fine di raggiungere facilmente le colonie romane della Gallia meridionale. È percorsa attualmente dalla Strada statale 23 del Colle di Sestriere.
La via Domizia è menzionata nell'Itinerarium Antonini e nella Tabula Peutingeriana.

## Percorso
La strada partiva da Torino e attraversava le Alpi al colle del Sestriere e colle del Monginevro, quindi seguiva la valle della Durance da Briançon fino ad Eburodunum (Embrun), Vapincum (Gap), Apta Julia (Apt), Glanum (Saint-Rémy-de-Provence). Da qui puntava verso il Rodano che attraversava in corrispondenza di Ugernum (Beaucaire), presso Arelate (Arles), quindi proseguiva lungo la costa passando per Nemausus (Nîmes), Montpellier e ancora per Baetiris (Béziers), raggiungendo poi la colonia romana di Narbo Martius (Narbona).
A Narbo Martius la strada si congiungeva con la Via Aquitania che giungeva fino all'Oceano Atlantico, attraverso Tolosa e Burdigala (Bordeaux).
Dopo Narbona la strada prosegue verso la Spagna passando per Ad Viscensimum (Fitou), Ad Salsulae (Salses-le-Château)  e Perpignan. A sud di Perpignan, nell'Oppidum di Ruscino (Château-Roussillon), la Via Domizia si divideva in due:
- un itinerario seguiva la costa, passando per Oppidum d'Illiberris (Elne), Portus Veneris (Port-Vendres), Banyuls ed il passo del Colle di Banyuls.
- l'altro percorso passa attraverso Le Boulou, Clausurae (Les Cluses), Le Perthus e il passo di Summum Pyrenaeum (Colle di Panissars).

Poco a sud del Col de Panissars, presso Deciana (La Jonquera), i due percorsi si ricongiungono e da qui inizia la Via Augusta.
Lungo il percorso della Via Domizia si trovano i resti di numerosi ponti romani, fra questi i più significativi sono: il Ponte di Saint-Thibéry (sul fiume Hérault), Pont Ambroix (sul fiume Vidourle presso il sito di Ambrussum), e il Pont Julien (sul fiume Calavon presso Bonnieux nell'Arrondissement di Apt).

## Galleria d'immagini

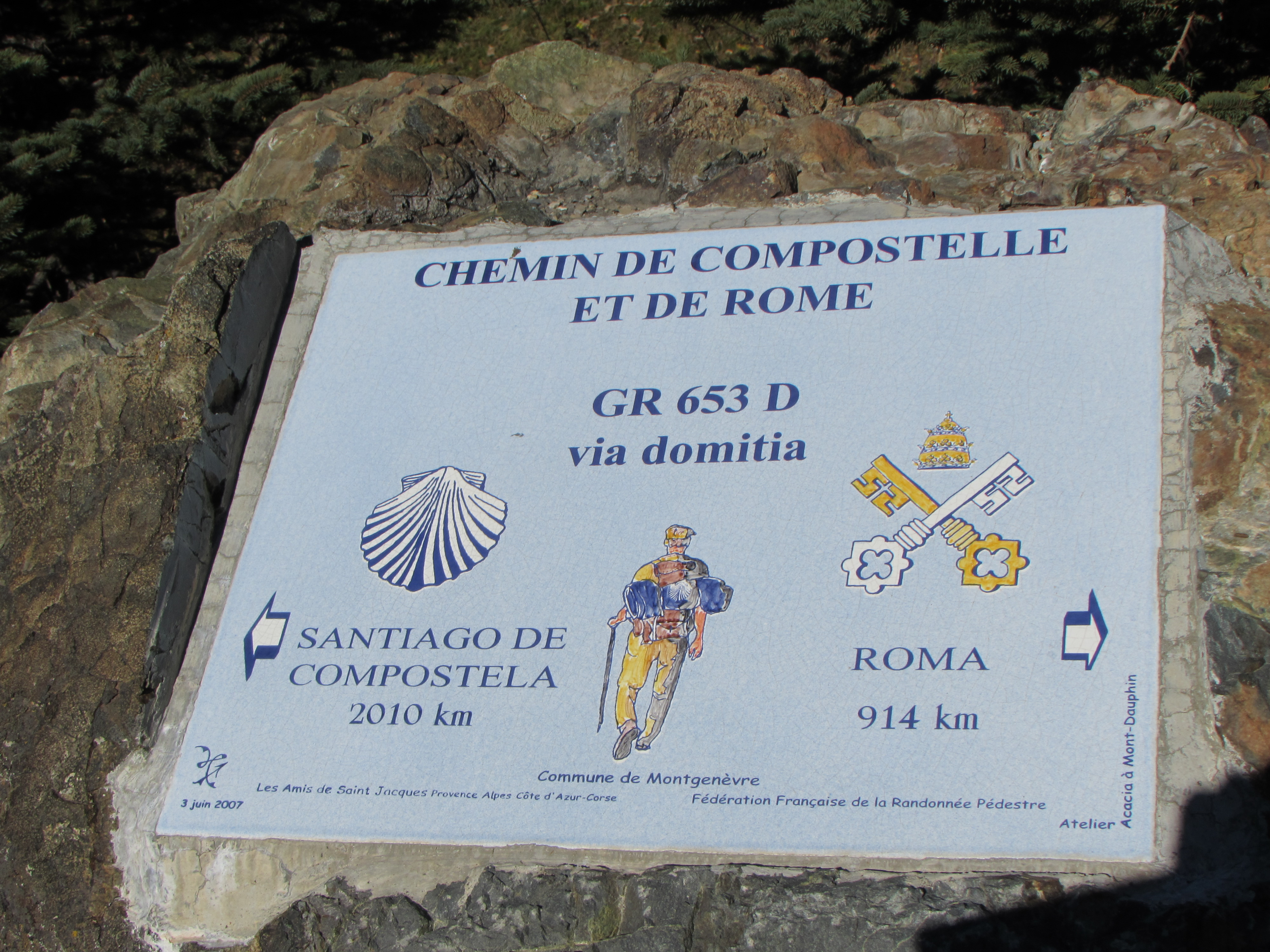
Targa inizio Via Domitia e Via Francigena al Colle del Monginevro
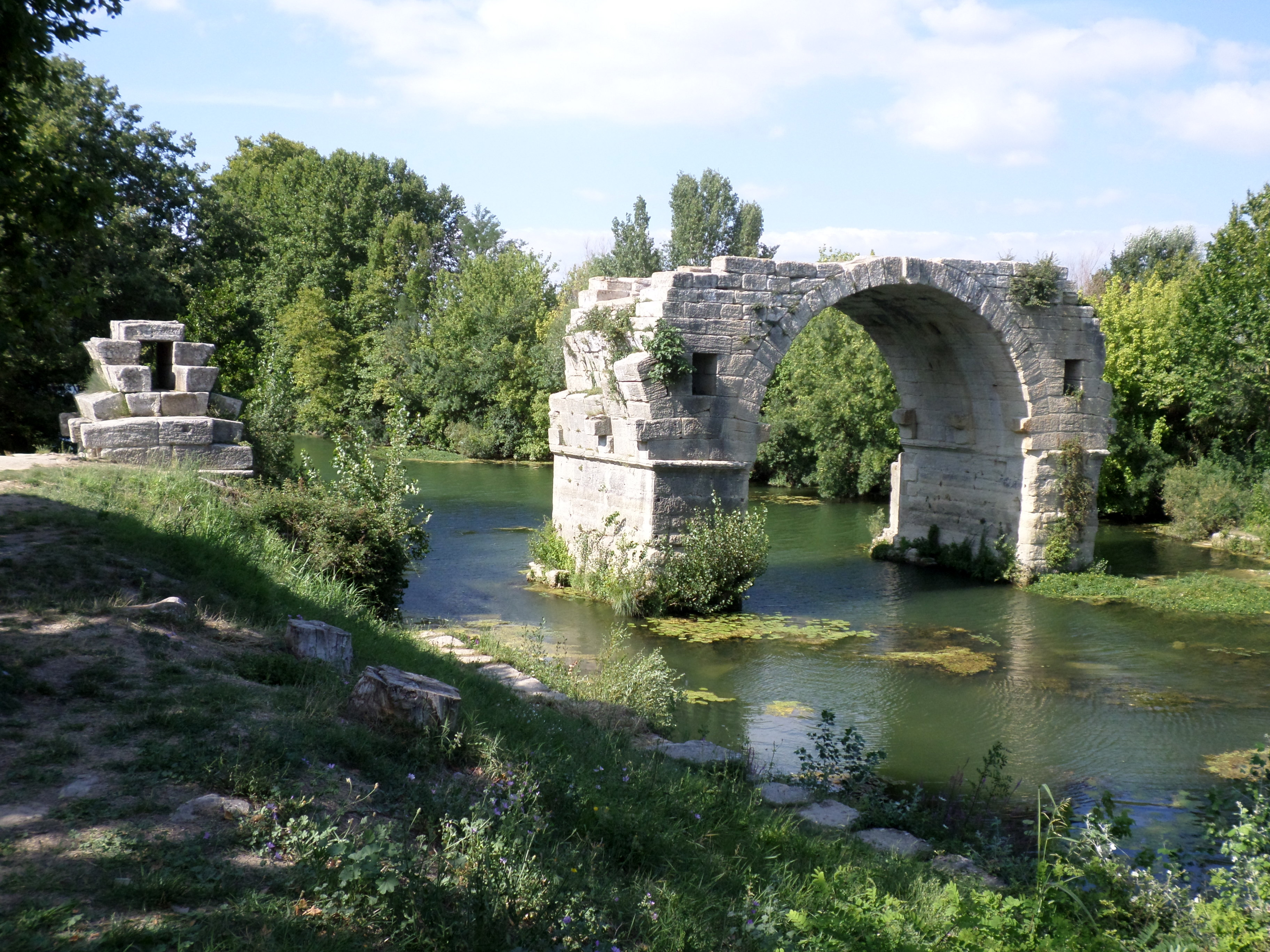
Ponte Ambroix.
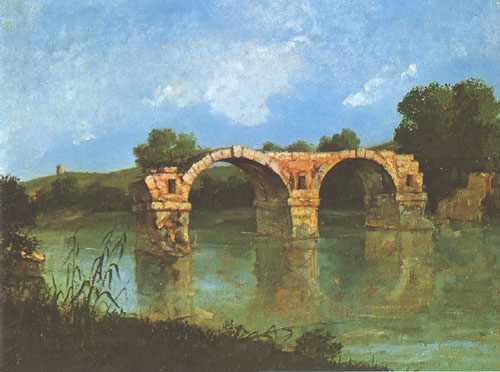
Ponte Ambroix, dipinto del primo XIX sec.
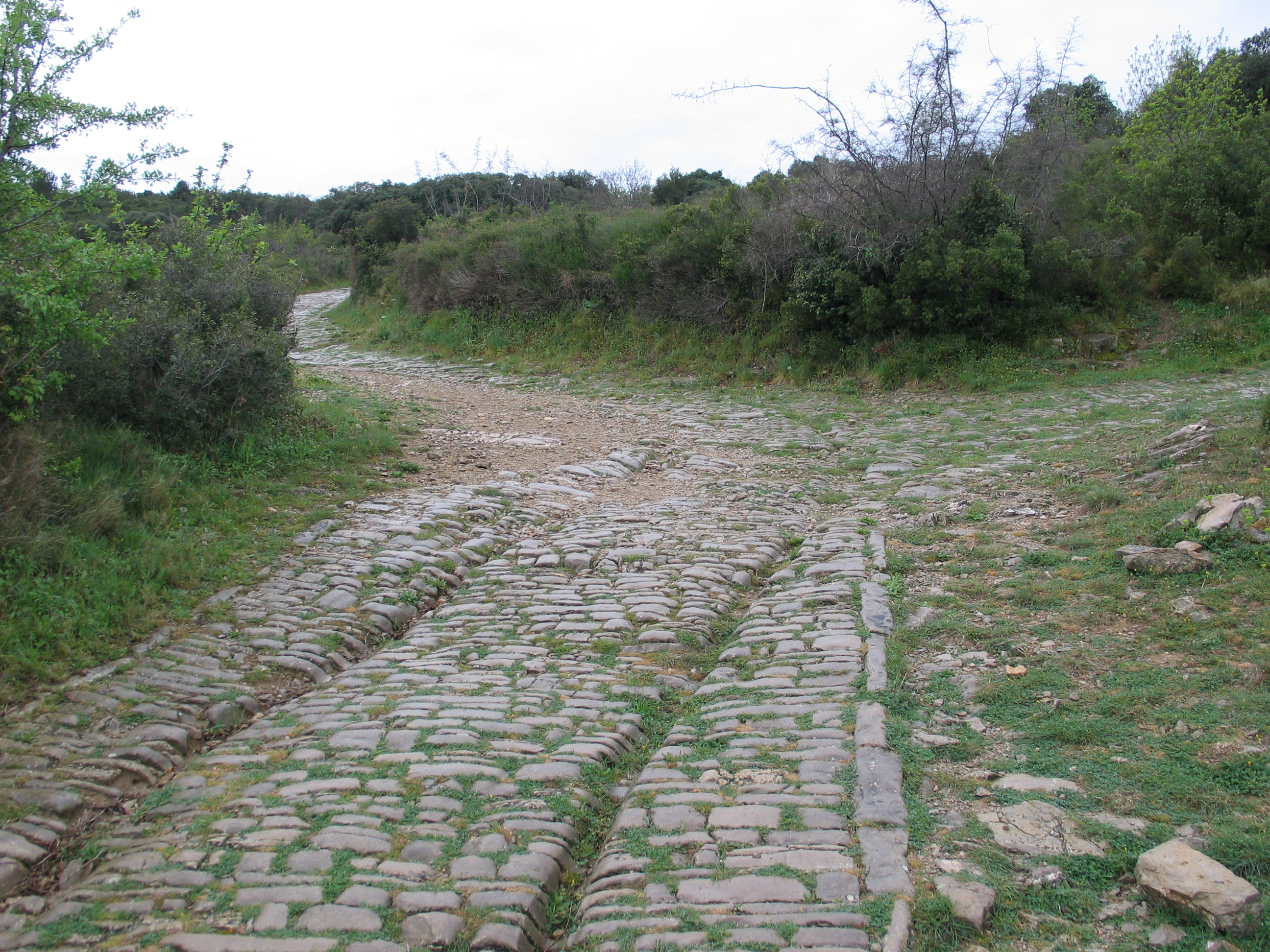
La via Domitia nei pressi di Ambrussum.
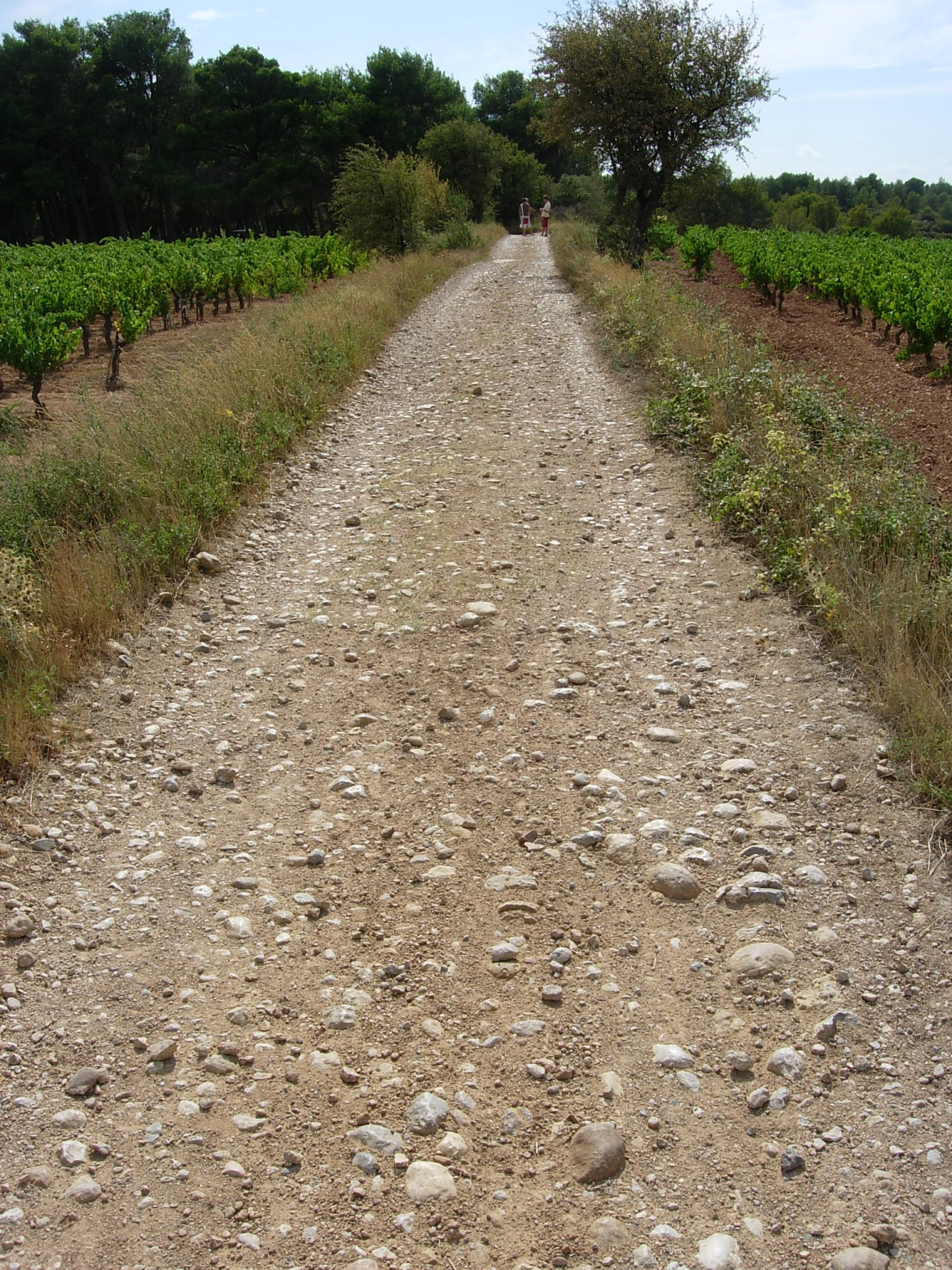
La via Domitia presso Pinet.
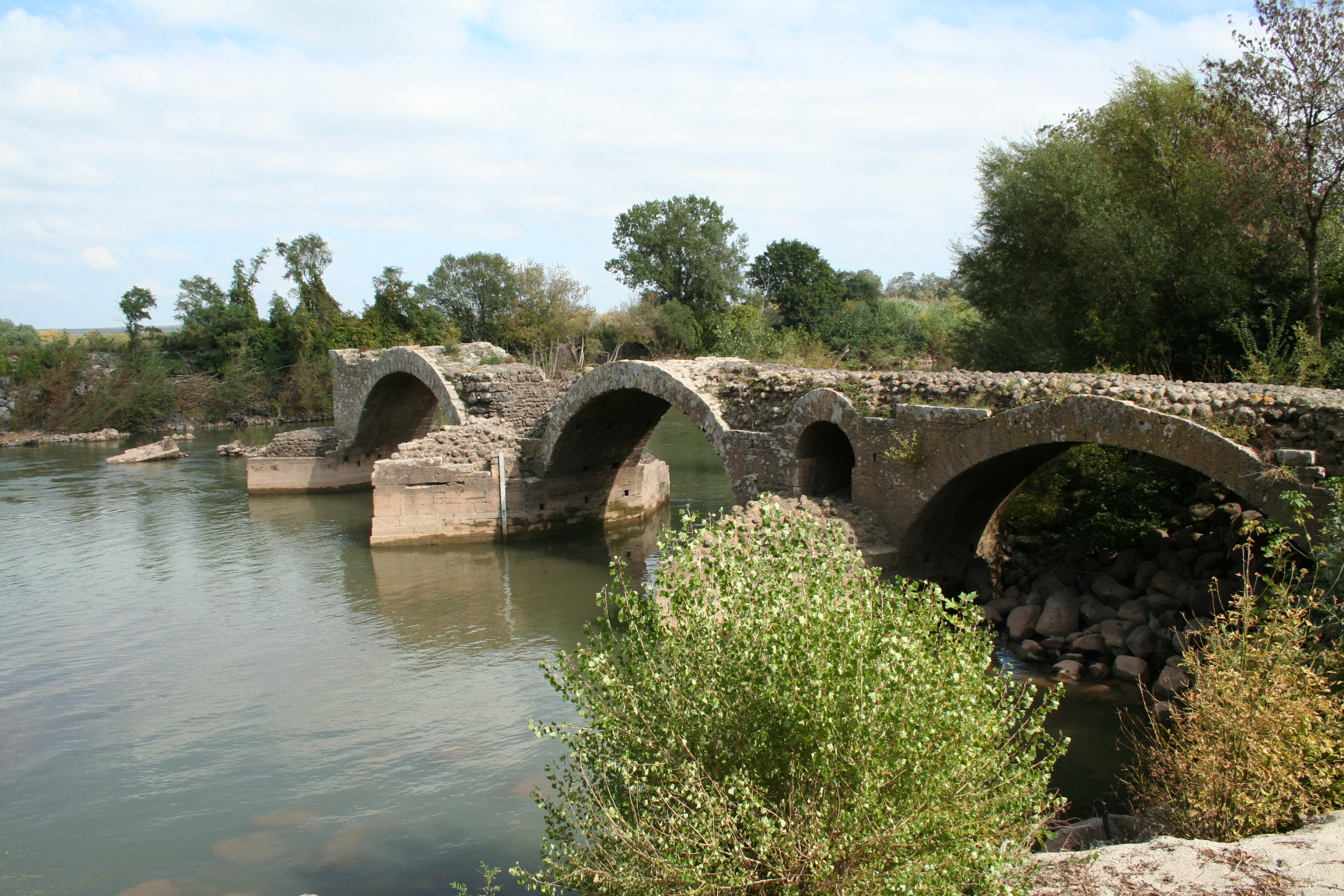
Ponte romano sul fiume Hérault.
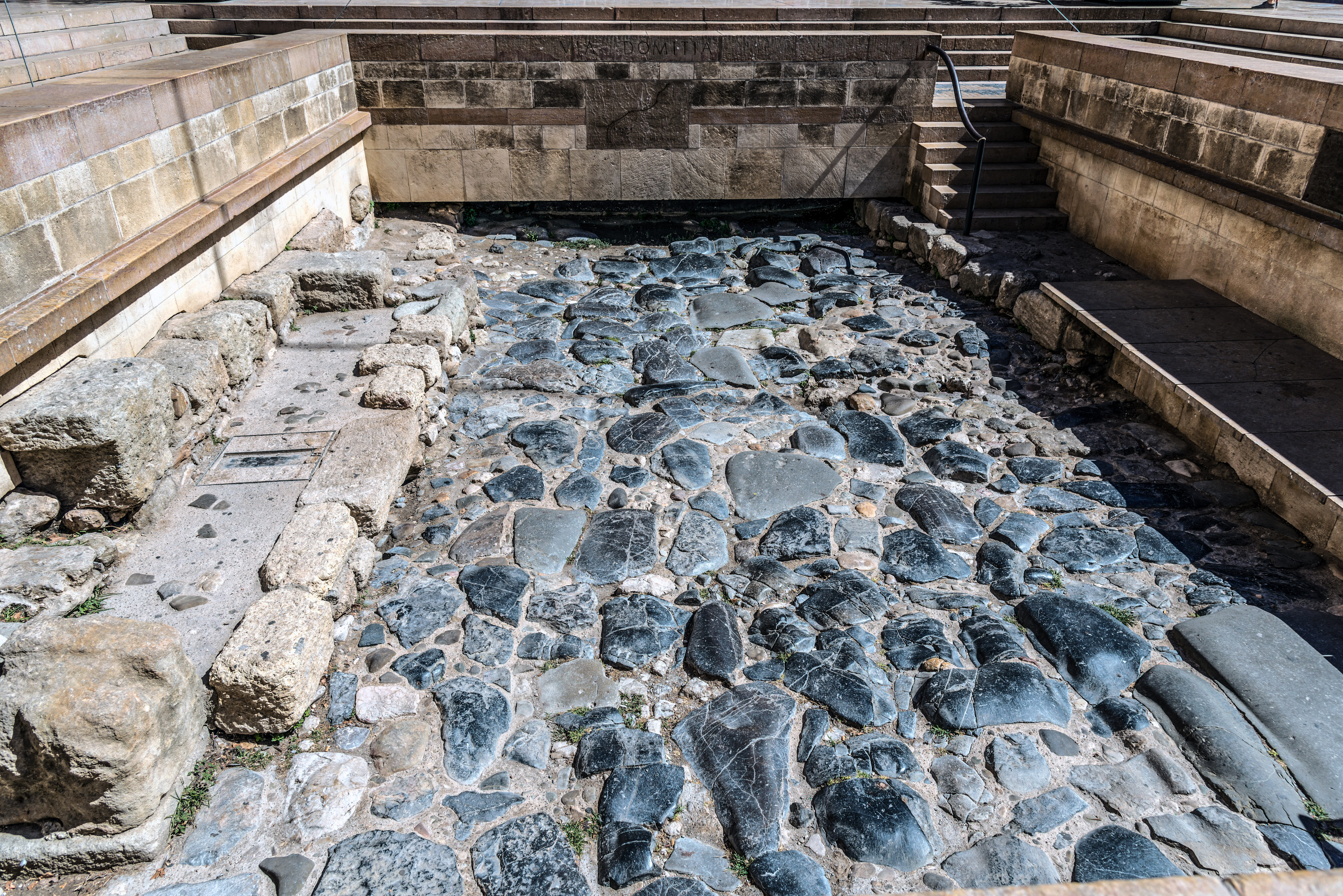
Via Domitia presso Narbona.
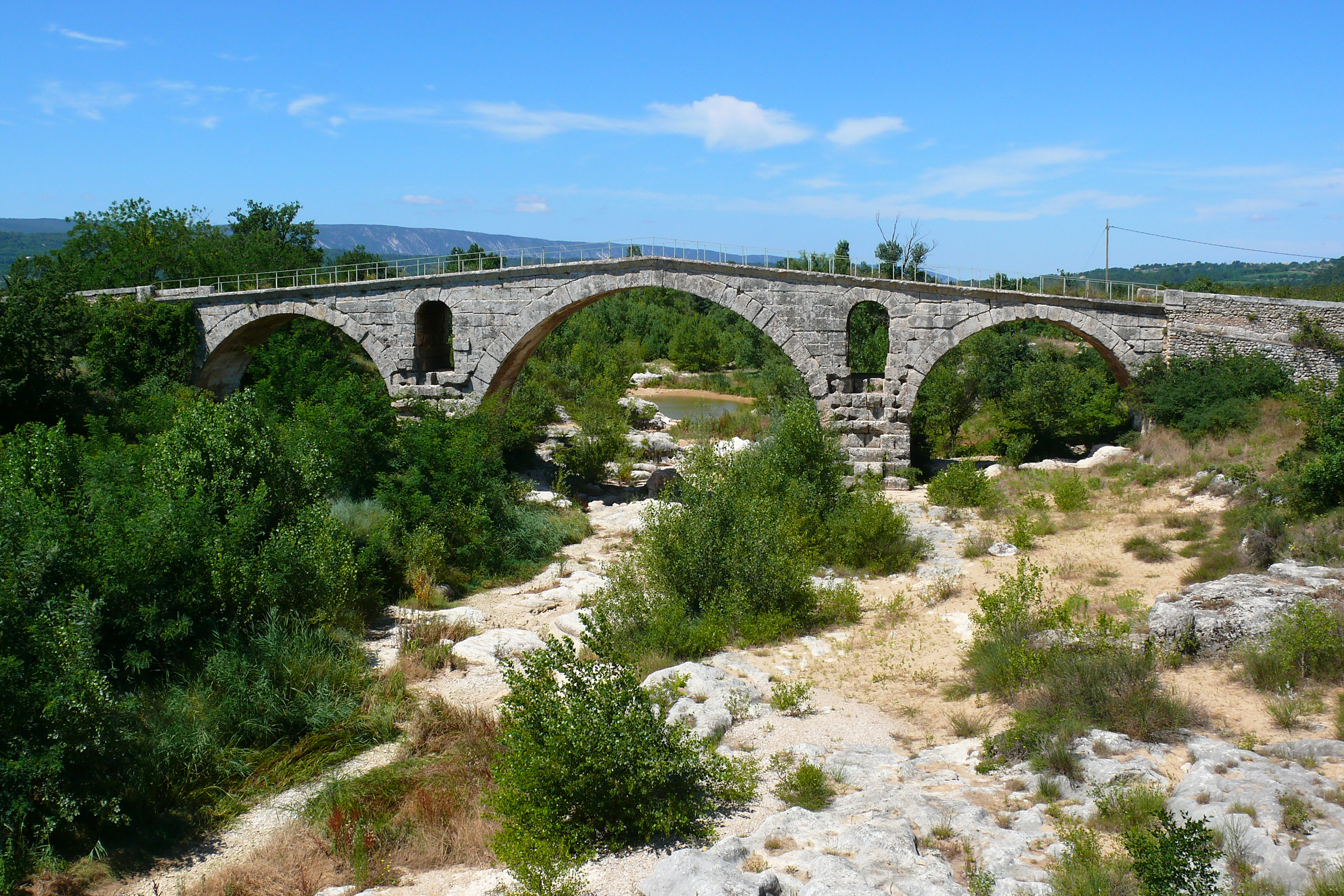
Il Pont Julien lungo la via Domitia.
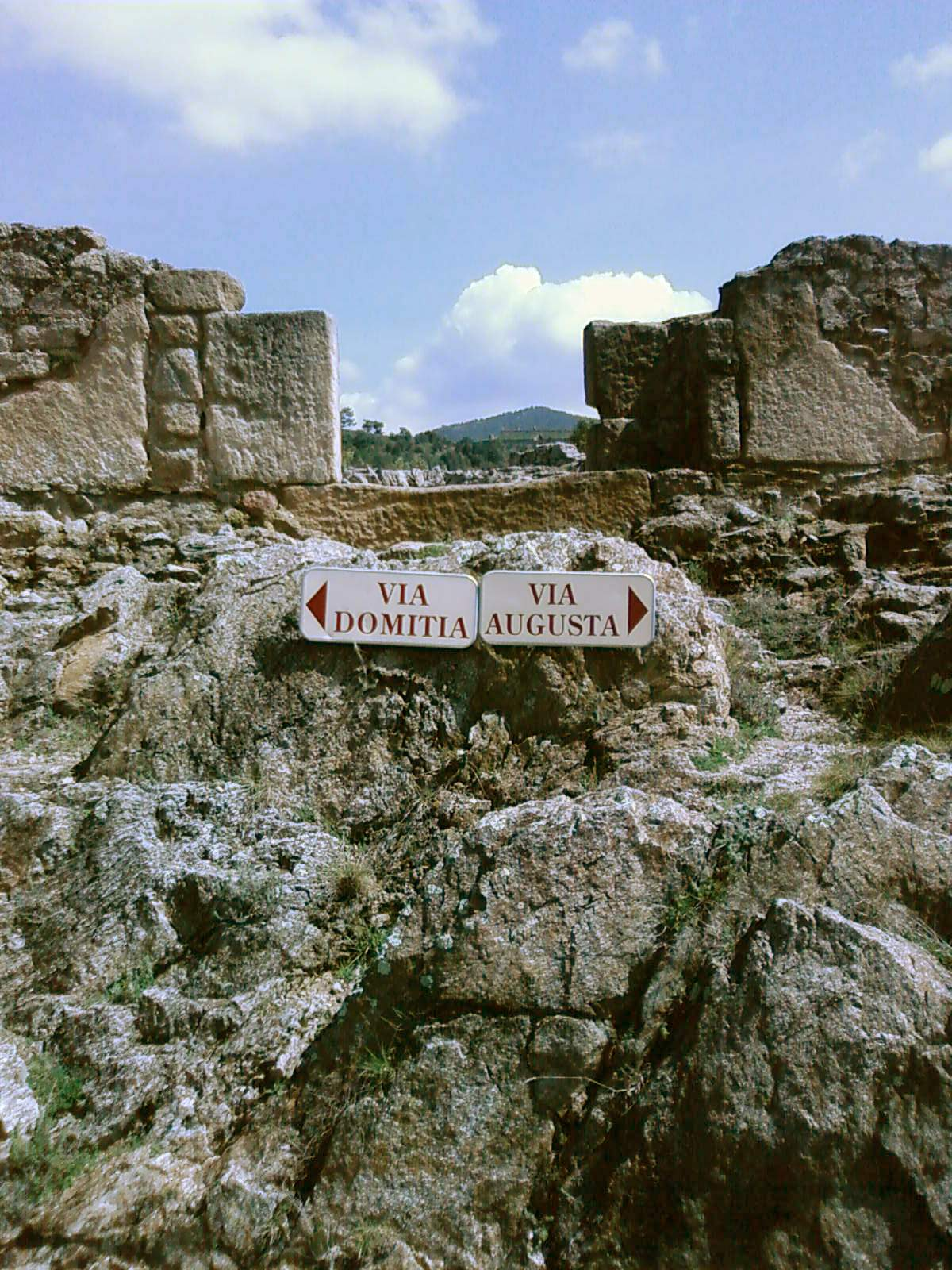
L'unione tra la via Domitia e la Via Augusta.